# Foosserknapp
Foosserknapp är en kulle i Luxemburg. Den ligger i kommunen Clervaux, i den norra delen av landet, 56 kilometer norr om staden Luxemburg. Toppen på Foosserknapp är 531 meter över havet.